# Valentino Macchi
Valentino Macchi est un acteur italien, né à Bologne le 4 août 1937 et mort à Rome le 19 mars 2013.
Il a joué dans plus d'une centaine de films entre 1962 et 2008. Sa dernière apparition remonte à 2008.

## Filmographie partielle
- 1964 : Le Grand Défi (Ercole, Sansone, Maciste e Ursus gli invincibili) de Giorgio Capitani
- 1966 : Technique d'un meurtre (Tecnica di un omicidio) de Francesco Prosperi (non crédité)
- 1966 : Django tire le premier (Django spara per primo) d'Alberto De Martino
- 1966 : Johnny Colt (Starblack) de Giovanni Grimaldi
- 1966 : Zorro le rebelle (Zorro il ribelle) de Piero Pierotti
- 1967 : L'Amant fantôme (La ragazza del bersagliere) d'Alessandro Blasetti
- 1967 : Cible mouvante (Bersaglio mobile), de Sergio Corbucci
- 1967 : La Mégère apprivoisée (The Taming of the Shrew) de Franco Zeffirelli
- 1967 : Bandidos de Massimo Dallamano
- 1967 : Killer Kid de Leopoldo Savona
- 1967 : Poker au colt (Un poker di pistole) de Giuseppe Vari
- 1967 : Dernier Sursaut pour cinq indésirables (Ballata da un miliardo) de Gianni Puccini
- 1967 : Le Carnaval des truands (Ad ogni costo) de Giuliano Montaldo
- 1967 : L'Étranger (Lo straniero) de Luchino Visconti
- 1967 : Gungala, la vierge de la jungle (Gungala la vergine della giungla) de Romano Ferrara
- 1967 : Arrriva Dorellik de Steno
- 1967 : Je vais, je tire et je reviens (Vado... l'ammazzo e torno) d'Enzo G. Castellari
- 1967 : Fantômes à l'italienne (Questi fantasmi) de Renato Castellani
- 1968 : Le Fils de l'Aigle noir (Il figlio di Aquila Nera) de Guido Malatesta
- 1970 : Balsamus, l'homme de Satan (Balsamus l'uomo di Satana) de Pupi Avati
- 1971 : Sacco et Vanzetti (Sacco e Vanzetti) de Giuliano Montaldo
- 1973 : La Fureur d'un flic (La mano spietata della legge) de Mario Gariazzo
- 1974 : La Grande Bourgeoise (Fatti di gente perbene) de Mauro Bolognini
- 1975 : ...a tutte le auto della polizia... de Mario Caiano
- 1977 : Tutti defunti... tranne i morti de Pupi Avati
- 1992 : Journal d'un vice (Diario di un vizio) de Marco Ferreri
- 2002 : Un cœur ailleurs (Il cuore altrove) de Pupi Avati
- 2004 : La rivincita di Natale de Pupi Avati